# Első arrasi csata

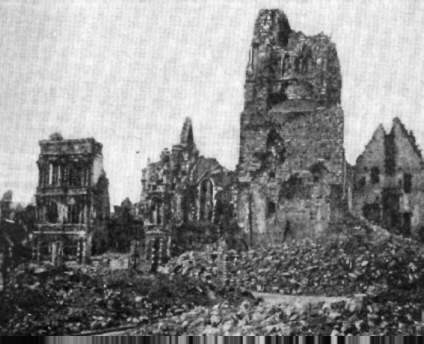
Az arrasi városháza romjai a csata után

Az első arrasi csata 1914. október 1-jén kezdődött, amikor a francia hadsereg megpróbált az országba betörő német hadsereg hátába kerülni, hogy megakadályozza a németek érkezését a La Manche partjára. A csata a versenyfutás a tengerhez néven ismert kisebb-nagyobb összecsapások része volt.
A csata során a francia X. hadsereg Louis Ernest Maud’huy tábornok vezetése alatt október 1-jén az Arras–Lens között húzódó fronton megtámadta az előrenyomuló német csapatokat. A francia támadás kezdetben sikeres volt, és egészen Douai városáig nyomultak előre. Ekkor azonban a német VI. hadsereg erői, Rupprecht bajor koronaherceg irányítása alatt, ellentámadást indítottak. Ruprecht herceg támadását a német I., II. és VII. hadsereg egy-egy hadteste is támogatta, ennek ellenére a franciák sikeresen verték vissza a német ellentámadást és megtartották Arras városát.
A folytatódó német támadások miatt a franciák október 4-én feladták Lenst, és visszavonultak. Ezt követően a német csapatok akadálytalanul nyomulhattak tovább Flandria és a tenger irányába.

## Lásd még
- versenyfutás a tengerhez
- első albert-i csata
- első ypres-i csata
- második arrasi csata (1917)
- harmadik arrasi csata (1918)